# Tracce (Francesco Renga)
Tracce è il secondo album in studio del cantante italiano Francesco Renga, pubblicato nel 2002 dalla Mercury Records.

## Copertina
La copertina è composta da una foto con in primo piano Francesco Renga all'interno di una macchinetta per fare le fototessera. All'interno del libretto troviamo i testi delle canzoni accompagnati da altre foto in bianco e nero della macchinetta. Le foto sono di Remo Di Gennaro.

## Tracce
Testi e musiche di Francesco Renga, eccetto dove indicato.
1. Dove il mondo non c'è più – 4:26 (musica: Francesco Renga, Luca Chiaravalli)
2. Sto già bene – 3:25 (musica: Francesco Renga, Luca Chiaravalli)
3. Tracce di te – 4:18
4. Stavo seduto... – 4:17 (musica: Francesco Renga, Luca Chiaravalli)
5. Segreti – 3:54 (musica: Francesco Renga, Luca Chiaravalli)
6. Un giorno in più – 4:03 (Fulvio Arnoldi)
7. Vuoto a perdere – 3:48 (musica: Francesco Renga, Luca Chiaravalli)
8. Sogni da dimenticare – 4:14 (musica: Francesco Renga, Luca Chiaravalli)
9. Alba – 4:29 (musica: Andrea Amati)
10. Faccia al muro – 4:51
11. La nuda verità – 7:08 – contiene la traccia fantasma Per sempre

## Formazione
- Francesco Renga – voce
- Pino Saracini – basso (tracce 1 e 7)
- Giorgio Secco – chitarra
- Elio Rivagli – batteria
- Umberto Iervolino – pianoforte, organo Hammond, tastiera
- Nadia Marchese – cori
- Paolo Costa – basso (eccetto tracce 1 e 7)
- Lele Melotti – batteria (traccia 3)
- Amedeo Bianchi – sassofono (traccia 9)

## Classifiche

### Classifiche settimanali
| Classifica (2002) | Posizione massima |
| ----------------- | ----------------- |
| Italia            | 6                 |

### Classifiche di fine anno
| Classifica (2002) | Posizione |
| ----------------- | --------- |
| Italia            | 44        |